# Gerrit Möhlmann
Gerard „Gerrit“ Möhlmann (* 2. August 1950 in Apeldoorn) ist ein ehemaliger niederländischer Radrennfahrer und nationaler Meister im Radsport.

## Sportliche Laufbahn
Möhlmann war im Bahnradsport und im Straßenradsport aktiv. Er war Teilnehmer der Olympischen Sommerspiele 1976 in Montreal. In der Mannschaftsverfolgung wurde der Bahnvierer der Niederlande mit Gerrit Möhlmann, Peter Nieuwenhuis, Herman Ponsteen und Gerrie Slot auf dem 5. Rang klassiert.
1976 gewann er die nationale Meisterschaft im Omnium der Amateure, 1978 holte er den Titel in der Einerverfolgung. 1976 wurde er hinter Ponsteen Vize-Meister in der Einerverfolgung. 
Auf der Straße siegte er 1973 auf einer Etappe der Mallorca-Rundfahrt, 1977 und 1980 gewann er das Rennen Dwars door Gendringen. 1978 war er in der Stausee-Rundfahrt Klingnau in der Schweiz erfolgreich und holte einen Etappensieg in der Olympia’s Tour sowie im Coors Classic. 1979 gewann er den Prolog dieses Etappenrennens. 1978 war Möhlmann im Rennen Hel van het Mergelland erfolgreich. Dritter wurde er 1972 in der Ronde van Gelderland. 1987 startete Möhlmann in der DDR-Rundfahrt und belegte den 40. Gesamtrang.

## Familiäres
Möhlmann ist Vater der Radrennfahrer Peter Möhlmann und Pleuni Möhlmann und mit der ehemaligen Radrennfahrerin Anne Riemersma verheiratet.